# Garrison (Montana)
Garrison es un lugar designado por el censo ubicado en el condado de Powell en el estado estadounidense de Montana. En el Censo de 2010 tenía una población de 96 habitantes y una densidad poblacional de 3,85 personas por km².

## Geografía
Garrison se encuentra ubicado en las coordenadas 46°32′25″N 112°49′0″O / 46.54028, -112.81667. Según la Oficina del Censo de los Estados Unidos, Garrison tiene una superficie total de 24.96 km², de la cual 24.95 km² corresponden a tierra firme y (0.03%) 0.01 km² es agua.

## Demografía
Según el censo de 2010, había 96 personas residiendo en Garrison. La densidad de población era de 3,85 hab./km². De los 96 habitantes, Garrison estaba compuesto por el 91.67% blancos, el 0% eran afroamericanos, el 5.21% eran amerindios, el 0% eran asiáticos, el 0% eran isleños del Pacífico, el 0% eran de otras razas y el 3.13% pertenecían a dos o más razas. Del total de la población el 1.04% eran hispanos o latinos de cualquier raza.